# 简氏世界飞机年鉴
简氏世界飞机年鉴是由佛瑞德·简在1909年所刊创的一份航空年鉴刊物，由简氏信息集团出版。
2009年是简氏世界飞机年鉴的第100年，但此期間因为爆發第二次世界大战而有所中断，所以2013年才是它所發行的第100期。

## 编辑團隊
創刊時的編輯是Fred T. Jane，1916年時由C. G. Grey接任。到了1938年，Leonard Bridgman加入编辑团队，後於1941年成為主编。在1970年代和1980年代，John W. R. Taylor担任長達29年的主编 ，Bridgman擔任助理编辑。现任编辑Paul Jackson則於1995年起接任。
- Fred T. Jane, 创刊编辑, 1909-1915
- C.G. Grey, 1916-1940
- Leonard Bridgman, 1941-1959
- John W.R. Taylor, 1960-1989
- Mark Lambert, 1990-1994
- Paul Jackson, 1995–至今